# ناحية كسنزان
ناحية كسنزان وهي إحدى النواحي التابعة لقضاء بنصلاوة في محافظة أربيل في العراق